# Планета динозавров (дилогия)
«Планета динозавров» — дилогия, первая часть цикла романов «Ирета» американской писательницы Энн Маккефри.
Первый роман — «Планета динозавров I» (Dinosaur Planet) был издан в 1978 году, продолжение — «Планета динозавров II» (Dinosaur Planet Survivors) было издано в 1984 году, однако в России дилогия была выпущена в одном издании.
Действие обоих романов разворачивается на планете Айрета, которая находится на окраине космической Федерации Цивилизованных Планет (Federated Sentient Planets). На Айрете пригодная для человека атмосфера, хотя и с неприятным запахом, разнообразная флора и фауна, похожая на доисторическую Землю, с развивающимся почти разумным видом местных динозавров. В дилогии поднимаются традиционные для Маккефри вопросы о необходимости ладить с видами, отличающимися от нас самих. История Маккефри о взаимодействии людей и динозавров предшествовала роману «Парк юрского периода» Майкла Крайтона (1990 год), «Динотопии» Джеймса Гёрни (1990-е) и «Эдему» Гарри Гаррисона (1984 год).

## Описание сюжета

### Книга первая
Группа ученых и несколько детей высаживаются на Айрете с целью изучения перспективности колонизации планеты. Однако спустя какое-то время руководитель экспедиции Кай замечает, что пропала связь с исследовательским судном «АРКТ-10», которое доставило их на планету и должно забрать обратно после окончания миссии. Кай старается скрыть эту информацию, чтобы избежать паники, и загружает исследователей рутинной, но необходимой работой. Да и сама планета не даёт времени расслабиться, преподнося один сюрприз за другим.
Однако усилия Кая оказываются напрасными — некоторые члены экспедиции устраивают мятеж, считая, что их бросили на дикой планете, населённой гигантскими хищниками. Бунтовщики решают избавиться от своих коллег, считая их виновниками сложившейся ситуации…

### Книга вторая
Прошло много лет после событий первой книги, однако старые обиды не забыты. Часть вынужденных колонистов Айреты провела это время в холодном сне. Для них со времён событий, случившихся несколько десятков лет назад, субъективно прошли лишь считанные дни. Остальные колонисты прожили всё это время, исследуя земли, изучая природу, приспосабливаясь к ней, рожая детей и умирая. Новые поколения выросли на той «правде», которой их учили предки.
Что же произойдет, когда пробудившиеся исследователи встретятся с потомками своих бывших коллег-мятежников?

## Персонажи
Исследователи:
- Кай — командир, геолог
- Вариан — помощник командира, ксенобиолог
- Ланзи — врач
- Дименон — старший геолог
- Портегин — геолог, сейсмолог
- Олия — геолог
- Маргит — геолог
- Трив — геолог
- Тризейн — химик
- Габер — картограф

Гравитанты:
- Танегли — ботаник
- Дивисти — биолог
- Баккун — геолог
- Берру — геолог
- Паскутти — нет специальности
- Тардма — нет специальности

Дети:
- Боннард
- Клейти
- Терилла

Потомки колонистов:
- Айгар — внук по отцу — Паскутти и Дивисти, по матери — Берру и Баккуна
- Винрал — внук по отцу — Тардмы и Паскутти, по матери — Танегли и Дивисти
- Флорасс — дочь Танегли

Экипаж «Зайд-Дайан»:
- Сассинак — командор
- Фордлитон (Форд) — старший офицер
- Борандер — лейтенант
- Майерд — врач

Прочие:
- Годхейр — капитан торгового корабля
- Крус — капитан незаконного транспортника
- Тор — тхек
- Вырл — вожак колонии рикси